# Hokota
Hokota (鉾田市, Hokota-shi) é uma cidade japonesa localizada na província de Ibaraki.
Em 1 de Julho de 2020 a cidade tinha uma população estimada em 45.997 habitantes em 18.455 domicílios e uma densidade populacional de 221,6 h/km². Tem uma área total de 207,60 km².
Recebeu o estatuto de cidade no dia 11 de Outubro de 2005. A cidade foi fundada com a fusão da antiga vila de Hokota e das aldeias de Asahi e Taiyo do distrito de Kashima.

## Geografia
Hokota está localizada na região central da província de Ibaraki, aproximadamente a 90 quilômetros a nordeste de Tóquio e cerca de 30 quilômetros da cidade do Mito, a capital da prefeitura. O lado leste da cidade é banhado pelo Oceano Pacífico e tem um longo litoral raso de norte a sul. A maior parte da área interna da cidade possui topografia plana, beneficiando a agricultura local.

## Municípios circundantes

### Prefeitura de Ibaraki
- Ibaraki
- Kashima
- Namegata
- Omitama
- Oarai

## Clima
Hokota tem um clima continental úmido (Köppen Cfa) caracterizado por verões quentes e invernos frios com neve leve. A temperatura média anual em Hokota é de 13,9 °C. A média anual de chuvas é de 1408 mm com setembro como o mês mais úmido. As temperaturas são mais altas em média em agosto, em torno de 25,4 °C, e as mais baixas em janeiro, em torno de 3,3 °C.

## História
A cidade de Hokota foi criada com a criação do moderno sistema de municípios em 1º de abril de 1889. A cidade de Hokota foi fundada em 11 de outubro de 2005, a partir da fusão da antiga cidade de Hokota, e das aldeias de Asahi e Taiyō (todas do distrito de Kashima).

## Economia
A principal atividade econômica de Hokota é a agricultura, tendo como base a produção do melão. 

## Transporte

### Rodovias
As principais rodovias de Hokota são:
- Rota Nacional 51
- Rota Nacional 124
- Rota Nacional 354

### Ferrovias
A principal linha ferroviária de Hokota é a Kashima Rinkai Railway.

## Turismo
Os principais pontos turísticos do Hokota são:
- Lago Kitaura (Kasumigaura)
- Praia de Otake
- Kashimanada Seaside Park

## Galeria de Imagens

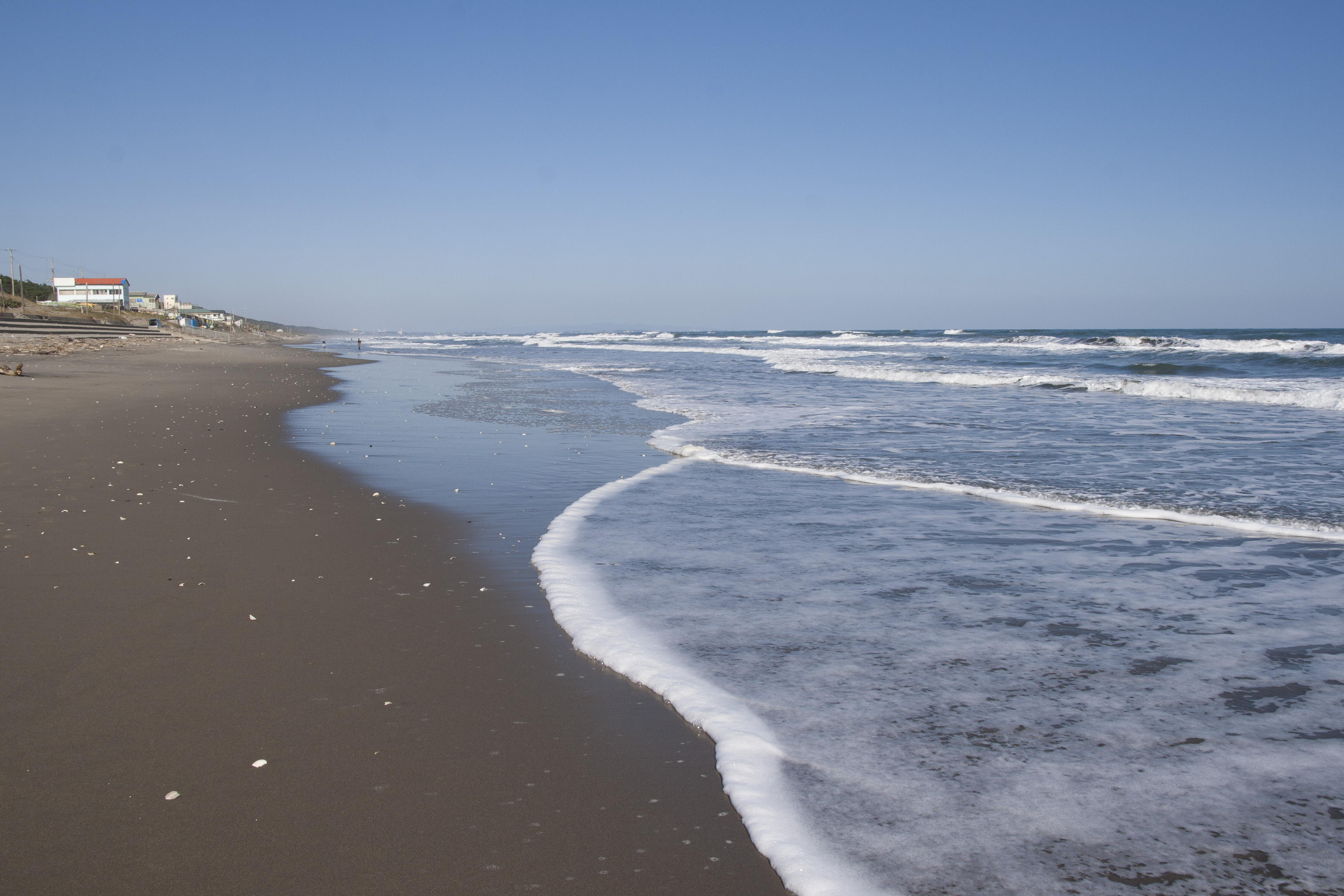
Praia de Otake
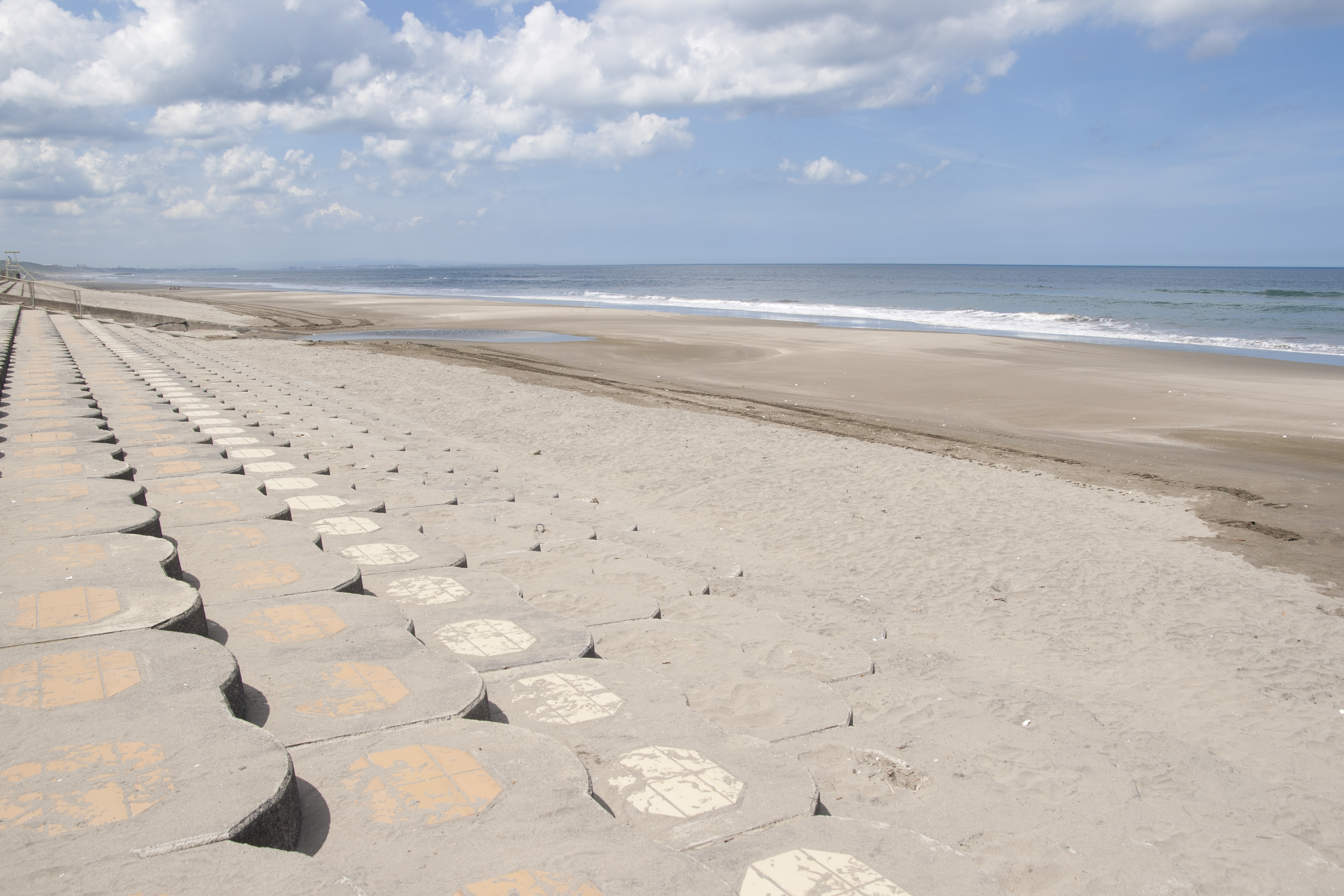
Praia de Otake
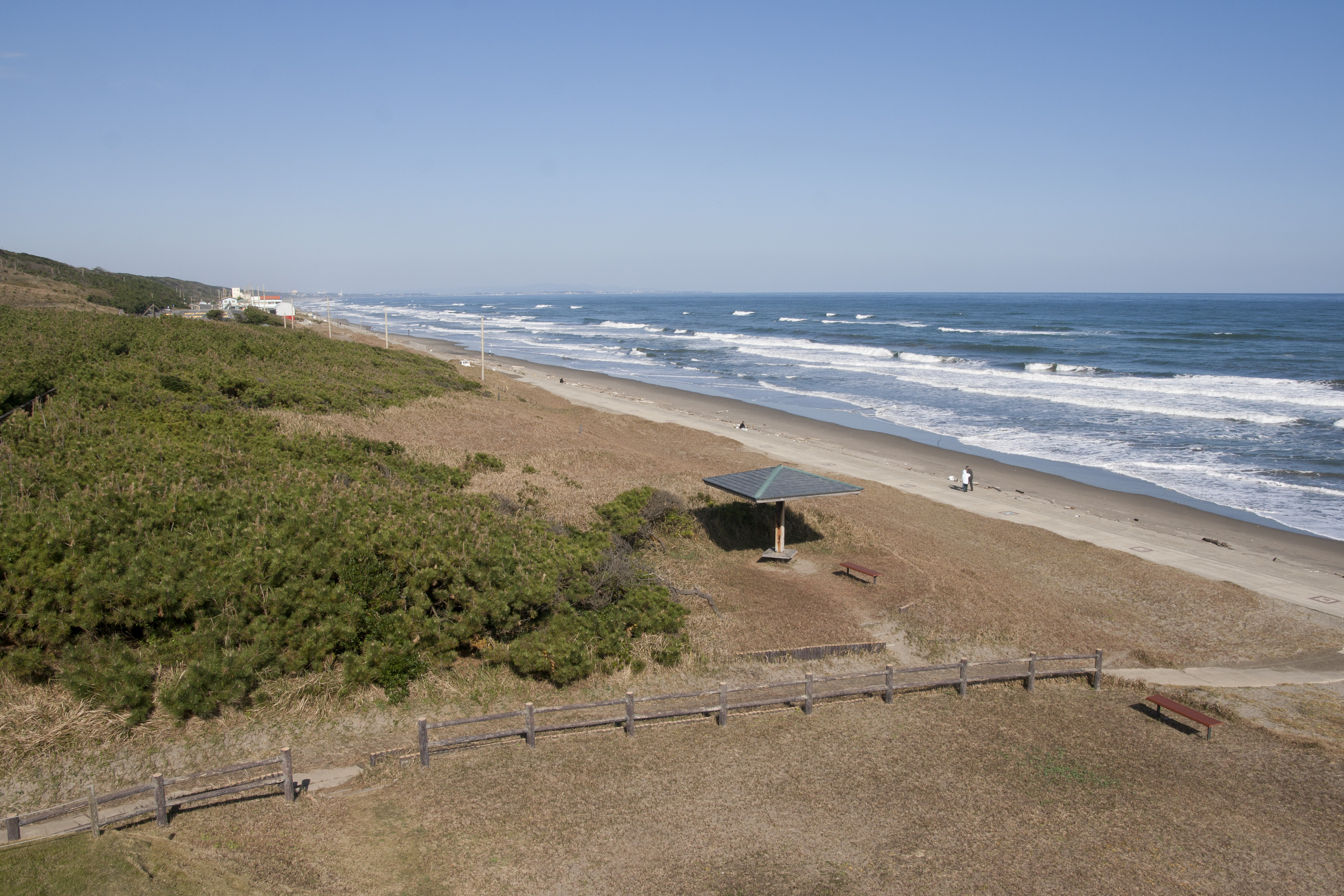
Praia Kashimanada Seaside Pak
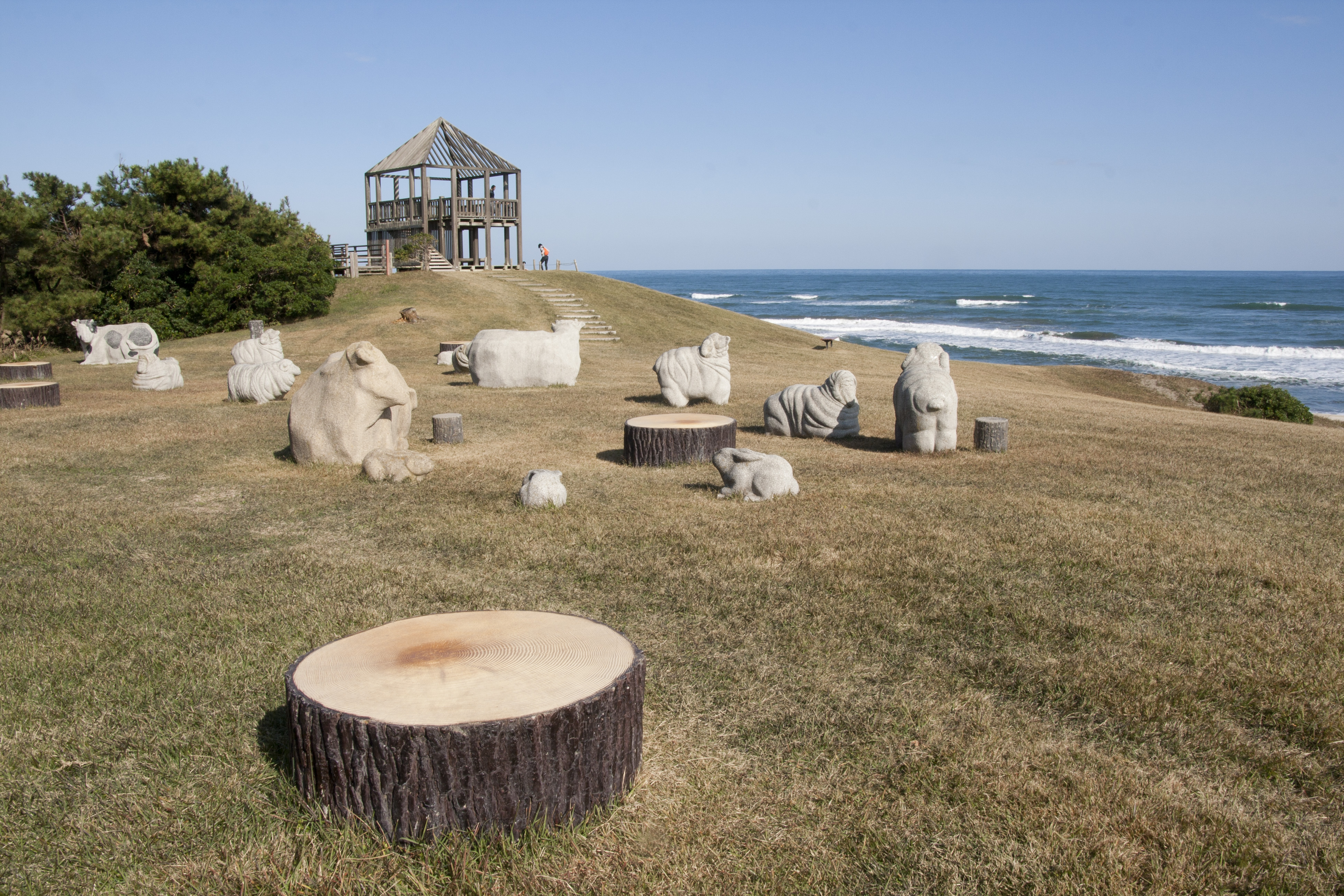
Kashimanada Seaside Park
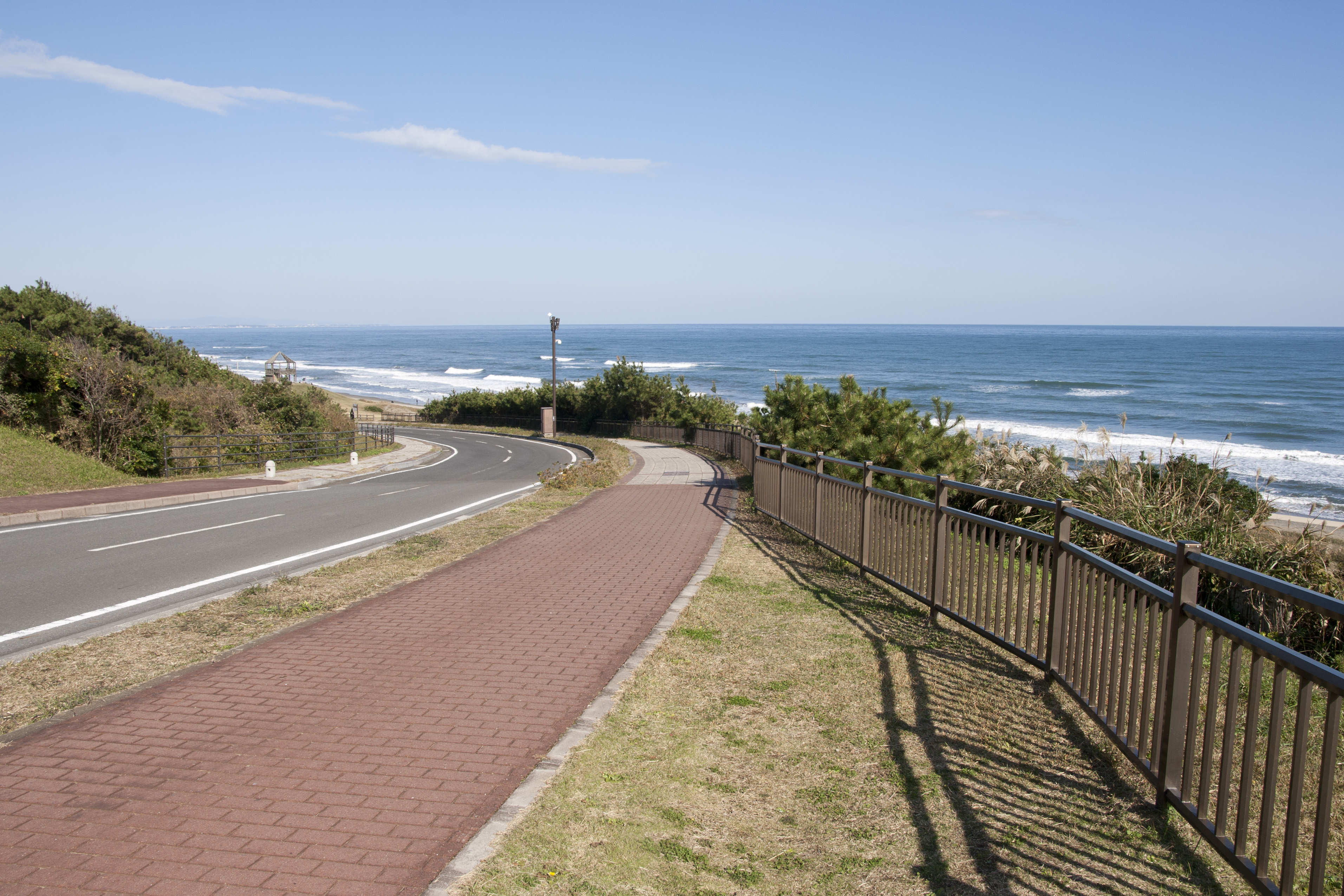
Região costeira da Praia de Otake
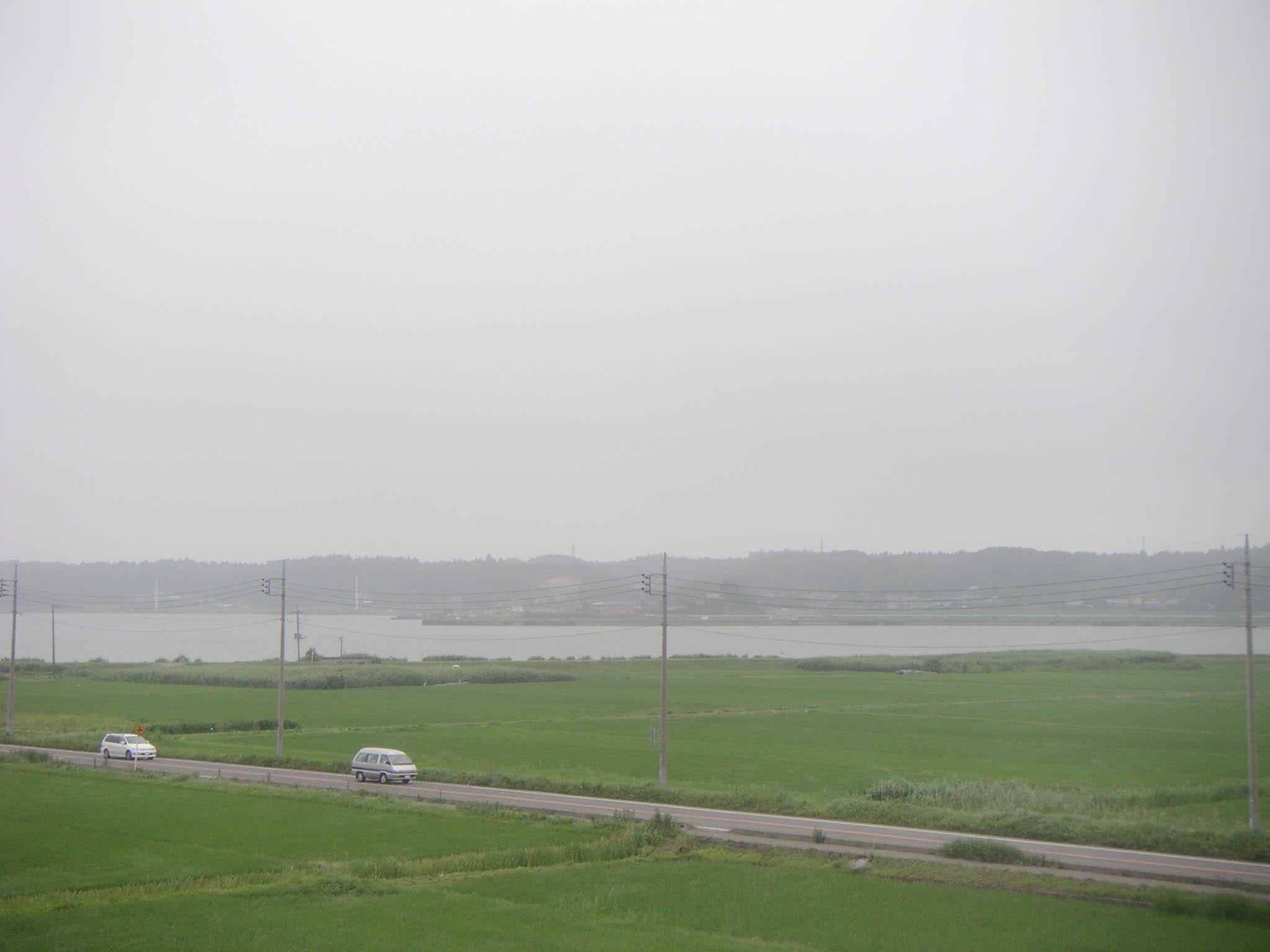
Lago Kitaura (Kasumigaura)
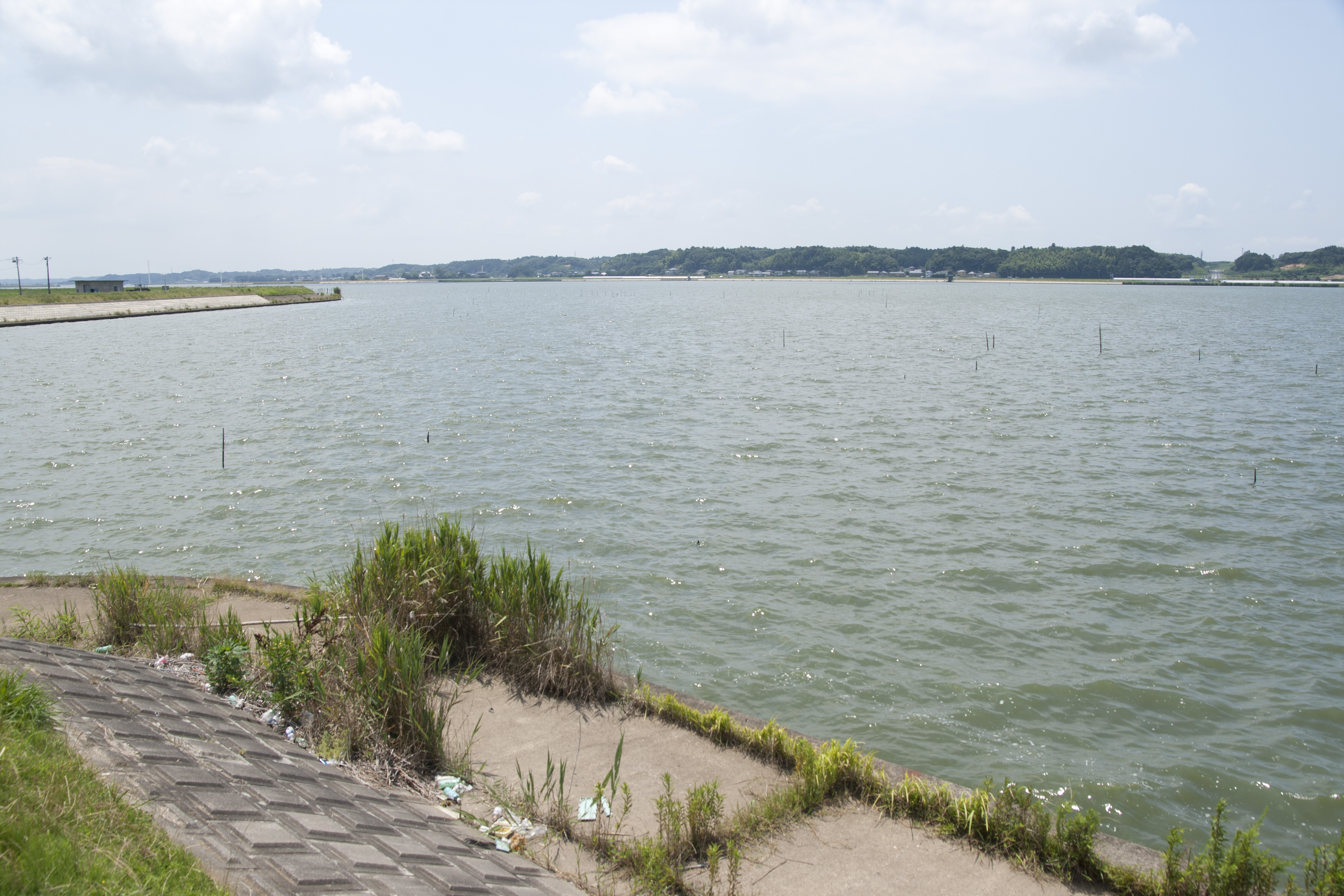
Lago Kitaura em Hokota
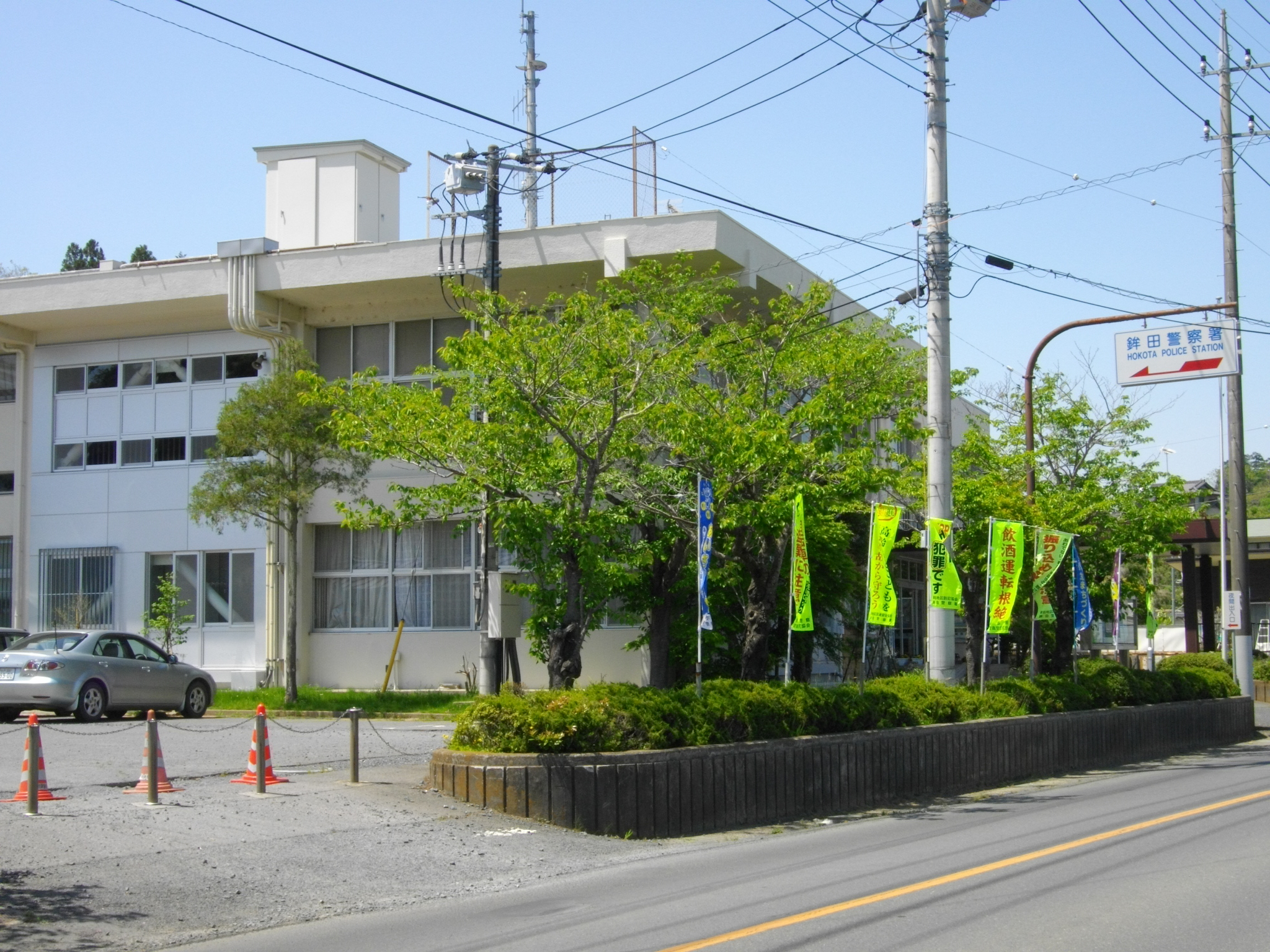
Posto Policial de Hokota
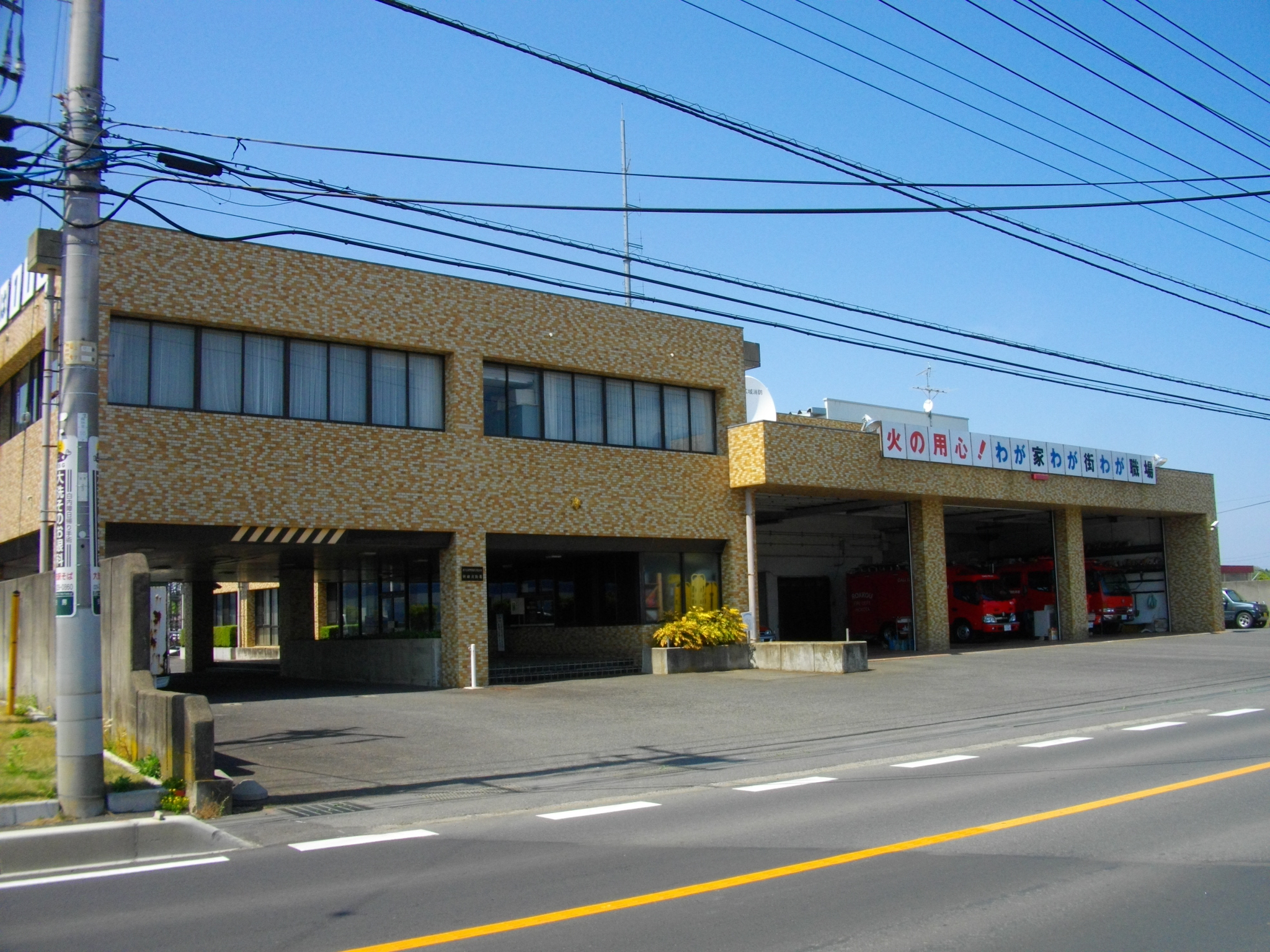
Base do Corpo de Bombeiros de Hokota
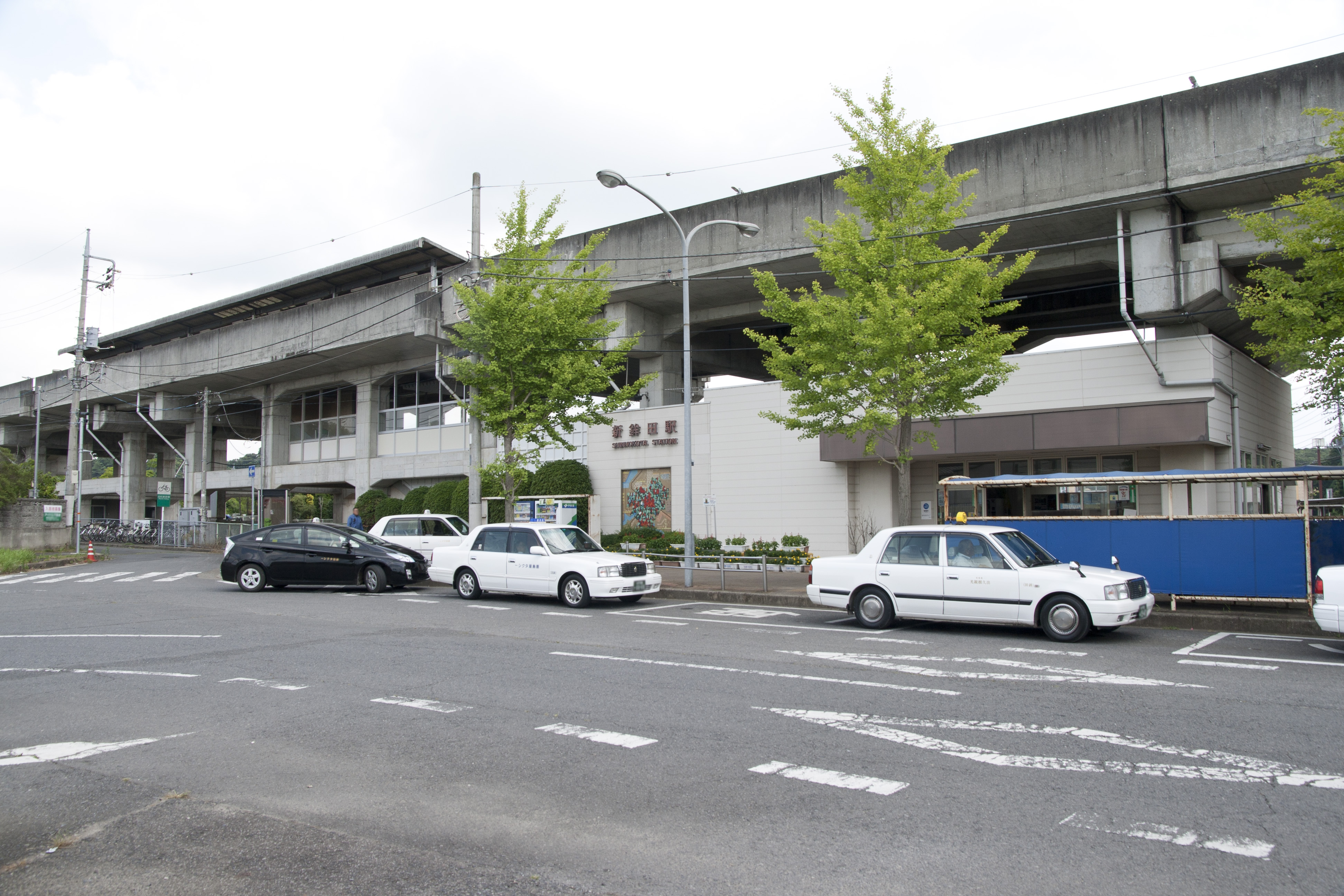
Estação Ferroviária de Hokota
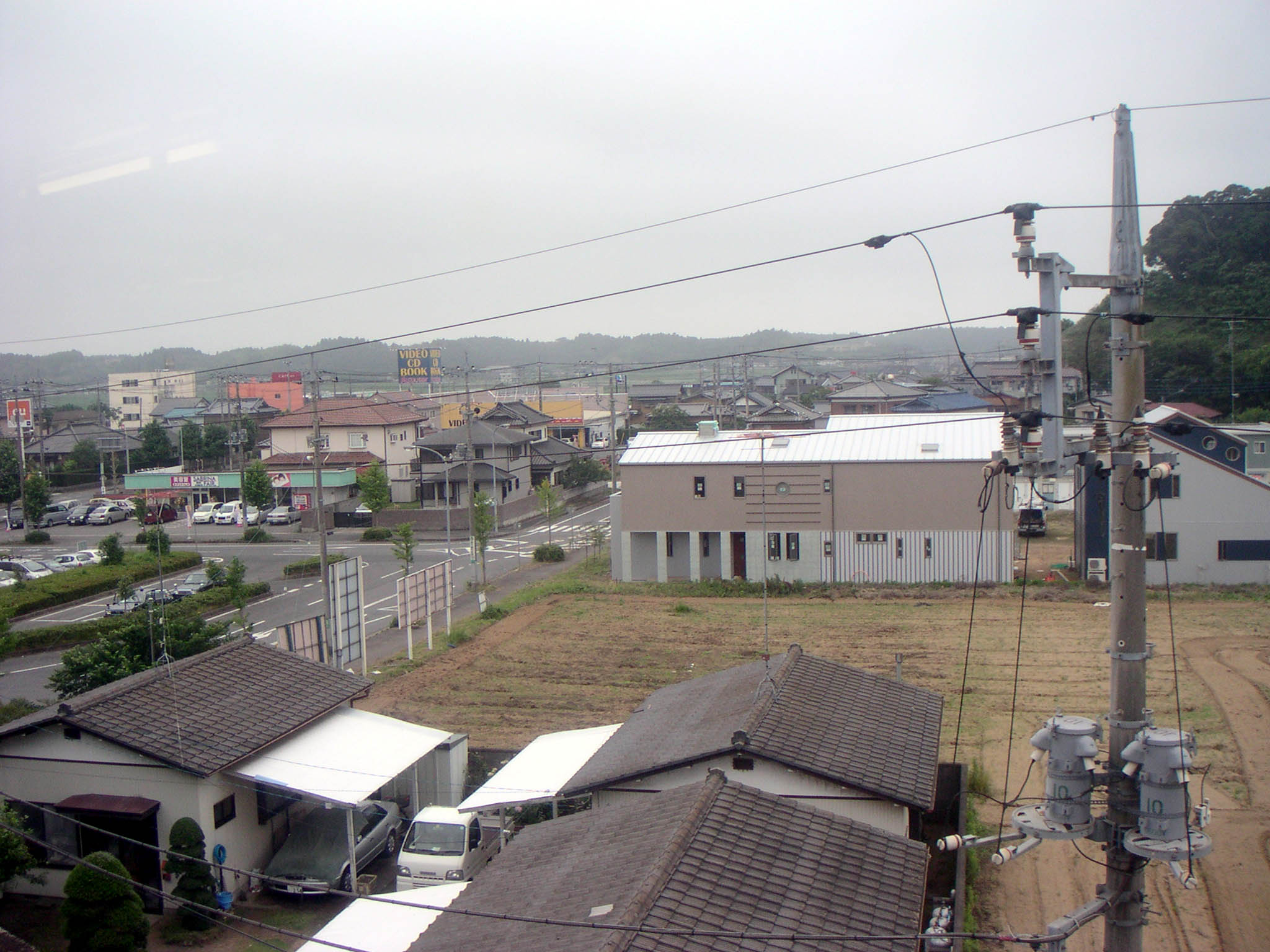
Hokota vista da Estação Ferroviária
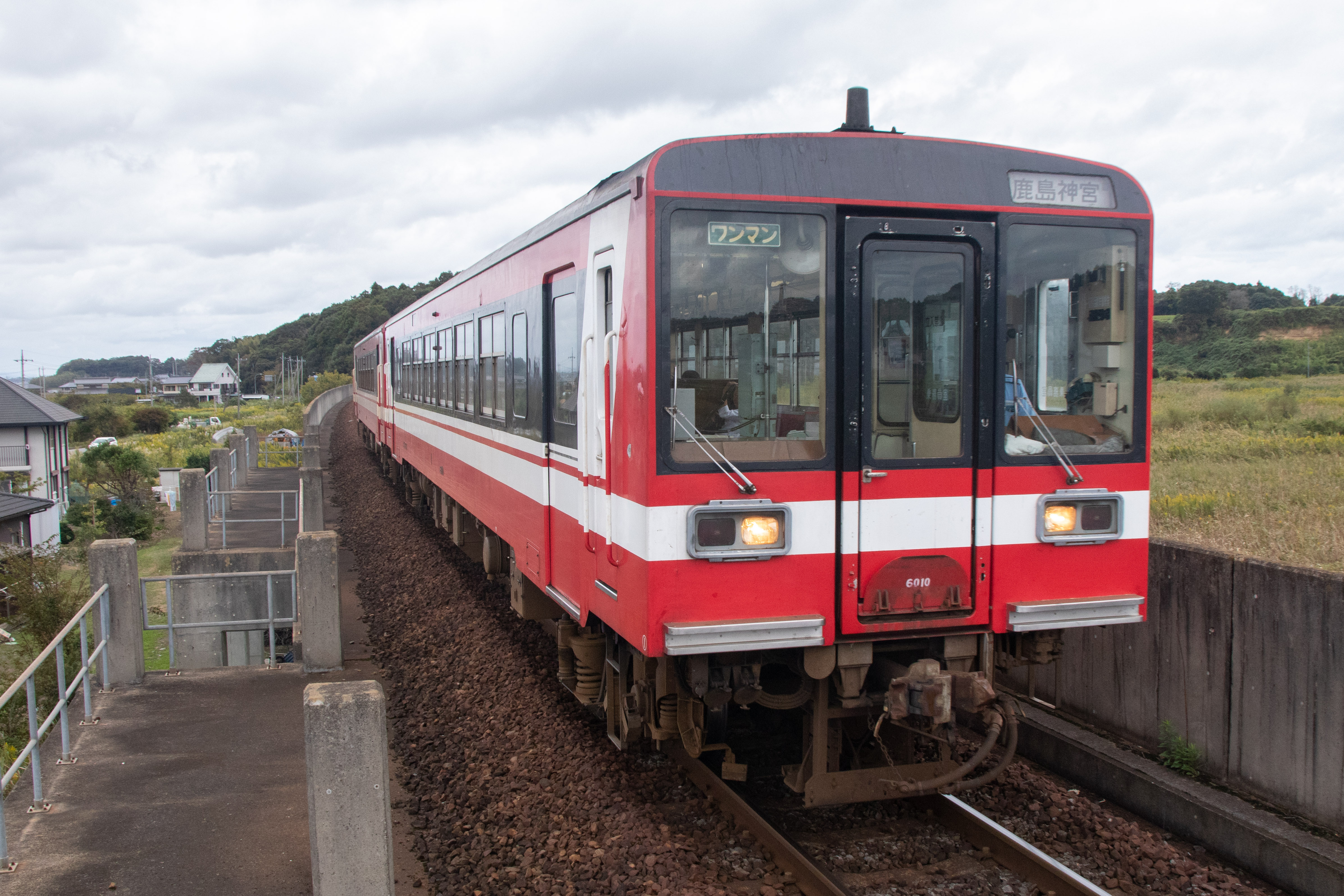
Trem da Oarai Kashima Line em Hokota
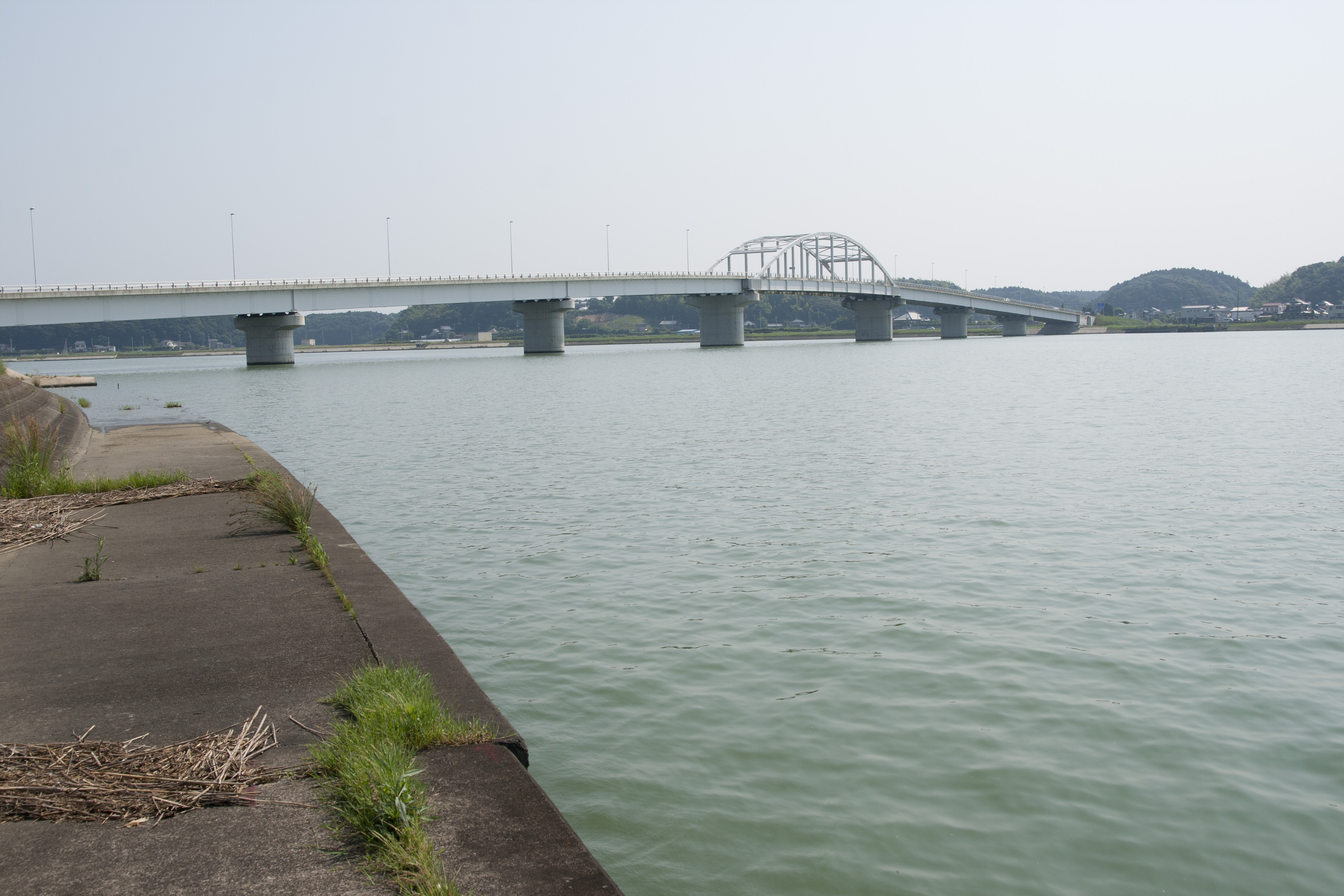
Ponte Rokko em Hokota
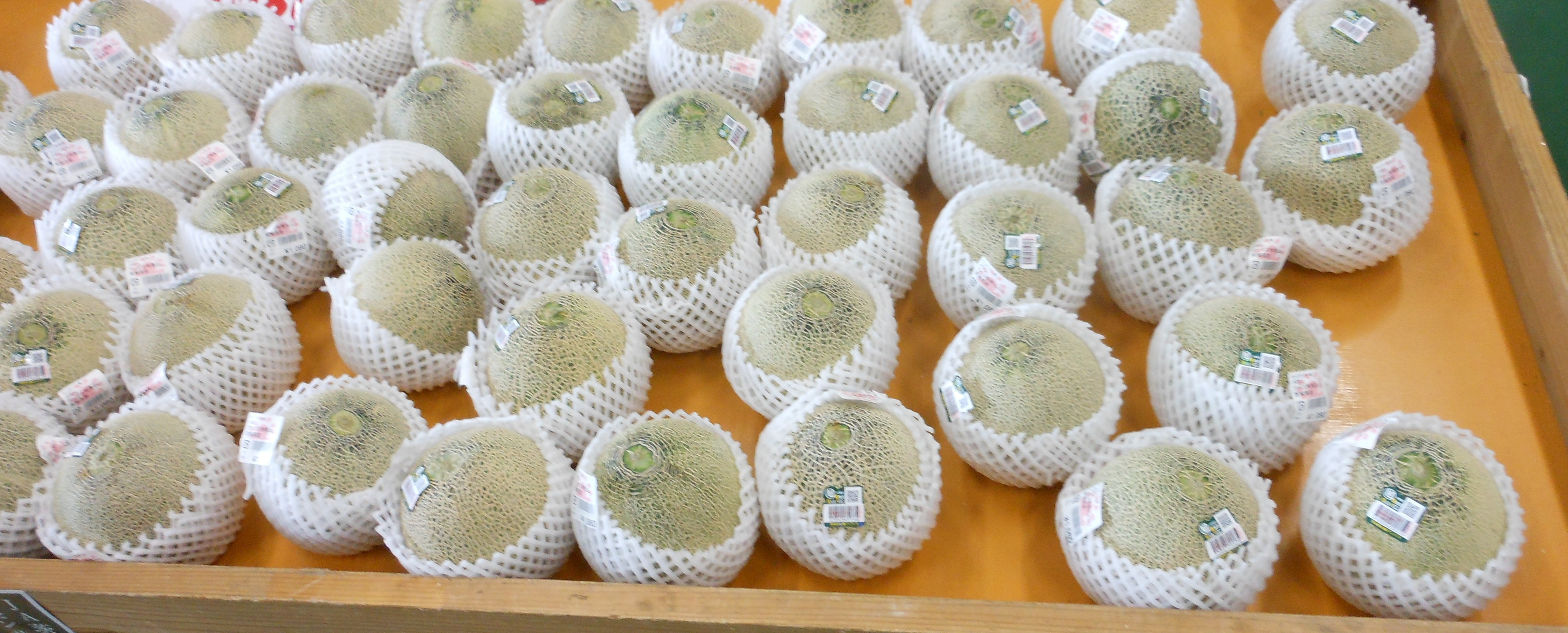
Melões produzidos em Hokota